# Associazione Sportiva Roma 1969-1970
Questa voce raccoglie le informazioni riguardanti l'Associazione Sportiva Roma nelle competizioni ufficiali della stagione 1969-1970.

## Stagione
La stagione segna l'addio, per volontà di Herrera, del capitano Giacomo Losi, che, dopo anni di militanza con la maglia giallorossa, non vuole più vestire nessun'altra maglia e si ritira dal mondo del calcio rimanendo per sempre "Core de Roma". Lo stesso anno la Roma è protagonista della sfortunata uscita nella semifinale della Coppa delle Coppe contro i polacchi del Górnik Zabrze; i due incontri finiscono entrambi con un pareggio e si svolge così lo spareggio in campo neutro a Strasburgo. Finito anche questo in parità, a decidere le sorti dell'incontro è il sorteggio con la monetina che condanna la Roma. In campionato i giallorossi arrivano decimi.

## Divise

La squadra con la classica maglia rossa, da questa stagione – dopo quanto già avvenuto nella seconda metà dell'annata precedente – stabilmente declassata a divisa di cortesia.

La divisa primaria è costituita da maglia bianca bordata di giallorosso, così come nei pantaloncini e calzettoni; in trasferta viene usata una maglia rossa con colletto a polo, pantaloncini bianchi, calzettoni rossi. I portieri usano una maglia nera bordata di giallorosso abbinata a calzoncini neri e calzettoni bianchi bordati di rosso. Tutte le divise presentano cucite sul petto la coccarda della Coppa Italia.
| Casa | Trasferta | Portiere |

## Organigramma societario
Di seguito l'organigramma societario.
Area direttiva
- Presidente: Alvaro Marchini
- Segretario: Vincenzo Biancone

Area tecnica
- Allenatore: Helenio Herrera

Area sanitaria
- Medici sociali: Massimo Visalli
- Massaggiatori: Roberto Minaccioni

## Rosa
Di seguito la rosa.
| N. |                   | Ruolo | Calciatore             |
| -- | ----------------- | ----- | ---------------------- |
|    | Italia (bandiera) | P     | Alberto Ginulfi        |
|    | Italia (bandiera) | P     | Adriano Zanier         |
|    | Italia (bandiera) | D     | Aldo Bet               |
|    | Italia (bandiera) | D     | Giovanni Bertini       |
|    | Italia (bandiera) | D     | Liborio Liguori        |
|    | Italia (bandiera) | D     | Francesco Cappelli     |
|    | Italia (bandiera) | D     | Francesco Carpenetti   |
|    | Italia (bandiera) | D     | Sergio Petrelli        |
|    | Italia (bandiera) | D     | Sergio Santarini       |
|    | Italia (bandiera) | D     | Francesco Scaratti     |
|    | Italia (bandiera) | D     | Luciano Spinosi        |
|    | Perù (bandiera)   | C     | Víctor Morales Benítez |

| N. |                   | Ruolo | Calciatore}              |
| -- | ----------------- | ----- | ------------------------ |
|    | Italia (bandiera) | C     | Fabio Capello            |
|    | Italia (bandiera) | C     | Walter Franzot           |
|    | Italia (bandiera) | C     | Armando Colafrancesco    |
|    | Italia (bandiera) | C     | Giacomo La Rosa          |
|    | Italia (bandiera) | C     | Franco Cordova           |
|    | Italia (bandiera) | C     | Elvio Salvori            |
|    | Italia (bandiera) | A     | Renato Cappellini        |
|    | Spagna (bandiera) | A     | Joaquín Peiró (capitano) |
|    | Italia (bandiera) | A     | Lucio Bertogna           |
|    | Italia (bandiera) | A     | Giorgio Braglia          |
|    | Italia (bandiera) | A     | Fabio Enzo               |
|    | Italia (bandiera) | A     | Fausto Landini           |

Giocatori comprati per disputare la Coppa Anglo-Italiana
| N. |                   | Ruolo | Calciatore      |
| -- | ----------------- | ----- | --------------- |
|    | Italia (bandiera) | P     | Giovanni De Min |

## Calciomercato
Di seguito il calciomercato.
| Acquisti | Acquisti          | Acquisti  | Acquisti                |
| R.       | Nome              | da        | Modalità                |
| -------- | ----------------- | --------- | ----------------------- |
| P        | Adriano Zanier    | Casertana | definitivo              |
| D        | Giovanni Bertini  | Ostiense  | definitivo              |
| D        | Sergio Petrelli   | Verona    | definitivo (120 Mln. £) |
| C        | Walter Franzot    | Inter     | definitivo              |
| C        | Giacomo La Rosa   | Messina   | definitivo (38 Mln. £)  |
| A        | Renato Cappellini | Varese    | definitivo (230 Mln. £) |
| A        | Giorgio Braglia   | Modena    | definitivo (140 Mln. £) |
| A        | Fabio Enzo        | Mantova   | fine prestito           |

| Cessioni | Cessioni              | Cessioni        | Cessioni                |
| R.       | Nome                  | a               | Modalità                |
| -------- | --------------------- | --------------- | ----------------------- |
| P        | Pier Luigi Pizzaballa | Verona          | definitivo (130 Mln. £) |
| D        | Francesco Carpenetti  | Fiorentina      | definitivo              |
| D        | Giacomo Losi          | -               | fine carriera           |
| D        | Paolo Sirena          | Verona          | definitivo              |
| C        | Vito D'Amato          | Cesena          | definitivo (140 Mln. £) |
| C        | Sergio Ferrari        | Verona          | definitivo (120 Mln. £) |
| C        | Luciano Giudo         | -               | svincolato              |
| C        | Bruno Nobili          | Del Duca Ascoli | prestito                |
| A        | Angelo Orazi          | Verona          | definitivo (62 Mln. £)  |
| A        | Fabio Enzo            | Cesena          | definitivo              |

## Risultati

### Serie A

#### Girone di andata
| Arbitro: | Vacchini (Milano) |

|                 |           |  |
| Cané 62’ (rig.) | Marcatori |  |

| Arbitro: | Giunti (Arezzo) |

|                  |           |  |
| Botti 40’ (aut.) | Marcatori |  |

| Arbitro: | Gonella (Asti) |

|              |           |  |
| Bui 64’, 87’ | Marcatori |  |

| Arbitro: | Francescon (Padova) |

|                             |           |                |
| Suárez 40’ (aut.) Peiró 54’ | Marcatori | 74’ Boninsegna |

| Napoli 12 ottobre 1969, ore 15:00 5ª giornata | Napoli            | 0 – 0 referto | Roma | Stadio San Paolo (circa 70.000 spett.)\| Arbitro: \| Angonese (Mestre) \| |
| Arbitro:                                      | Angonese (Mestre) |               |      |                                                                           |

| Arbitro: | Monti (Ancona) |

|                      |           |                           |
| Prati 10’ Combin 68’ | Marcatori | 2’, 56’ Peiró 20’ Capello |

| Arbitro: | Toselli (Cormons) |

|                         |           |           |
| Spinosi 65’ Landini 74’ | Marcatori | 90’ Massa |

| Arbitro: | Francescon (Padova) |

|          |           |  |
| Nené 38’ | Marcatori |  |

| Arbitro: | Vacchini (Milano) |

|                                    |           |                                         |
| Spinosi 8’ Capello 29’ Braglia 47’ | Marcatori | 62’ Frustalupi 78’ Colletta 85’ Benetti |

| Roma 30 novembre 1969, ore 14:30 10ª giornata | Roma             | 0 – 0 referto | Torino | Stadio Olimpico di Roma (circa 50.000 spett.)\| Arbitro: \| Branzoni (Pavia) \| |
| Arbitro:                                      | Branzoni (Pavia) |               |        |                                                                                 |

| Arbitro: | Mascali (Desenzano del Garda) |

|                             |           |  |
| Vitali 36’, 41’ Damiani 85’ | Marcatori |  |

| Arbitro: | Monti (Ancona) |

|                           |           |                             |
| Amarildo 29’ Chiarugi 60’ | Marcatori | 55’ Cappelli 81’ Cappellini |

| Arbitro: | Picasso (Chiavari) |

|             |           |             |
| Capello 68’ | Marcatori | 44’ Ferrari |

| Arbitro: | Lo Bello (Siracusa) |

|  |           |                                    |
|  | Marcatori | 15’ Anastasi 42’ Zigoni 89’ Haller |

| Arbitro: | Gonella (Asti) |

|             |           |                |
| Savoldi 34’ | Marcatori | 89’ Cappellini |

#### Girone di ritorno
| Arbitro: | De Marchi (Pordenone) |

|          |           |  |
| Peiró 6’ | Marcatori |  |

| Arbitro: | Panzino (Catanzaro) |

|  |           |             |
|  | Marcatori | 44’ Salvori |

| Arbitro: | Gussoni (Varese) |

|                |           |            |
| Cappellini 40’ | Marcatori | 89’ Sirena |

| Arbitro: | Lo Bello (Siracusa) |

|                                   |           |  |
| Boninsegna 20’ Bertini 53’ (rig.) | Marcatori |  |

| Arbitro: | Gonella (Asti) |

|                           |           |              |
| Salvori 1’ Cappellini 60’ | Marcatori | 85’ Altafini |

| Arbitro: | Angonese (Mestre) |

|  |           |            |
|  | Marcatori | 89’ Rivera |

| Arbitro: | De Marchi (Pordenone) |

|               |           |                    |
| Fortunato 48’ | Marcatori | 59’ (rig.) Capello |

| Arbitro: | Angonese (Mestre) |

|           |           |                |
| Peiró 10’ | Marcatori | 24’ Domenghini |

| Arbitro: | Barbaresco (Cormons) |

|                       |           |  |
| Corni 49’ Cristin 85’ | Marcatori |  |

| Torino 22 marzo 1970, ore 15:00 25ª giornata | Torino            | 0 – 0 referto | Roma | Stadio Comunale (circa 22.000 spett.)\| Arbitro: \| Vacchini (Milano) \| |
| Arbitro:                                     | Vacchini (Milano) |               |      |                                                                          |

| Arbitro: | Panzino (Catanzaro) |

|              |           |  |
| Scaratti 77’ | Marcatori |  |

| Arbitro: | Gussoni (Varese) |

|  |           |                  |
|  | Marcatori | 76’ (rig.) Rizzo |

| Arbitro: | Giunti (Arezzo) |

|                      |           |                        |
| Causio 11’ Troja 35’ | Marcatori | 8’ Landini 16’ Franzot |

| Arbitro: | Branzoni (Mestre) |

|                     |           |                      |
| Anastasi 47’ (rig.) | Marcatori | 76’ (aut.) Salvadore |

| Arbitro: | Porcelli (Lodi) |

|             |           |                      |
| Salvori 34’ | Marcatori | 24’ Turra 76’ Perani |

### Coppa Italia

#### Primo turno - Gruppo 8
| Terni 31 agosto 1969, ore 17:30 1ª giornata | Ternana          | 0 – 0 referto | Roma | Stadio Libero Liberati (circa 20.000 spett.)\| Arbitro: \| Torelli (Milano) \| |
| Arbitro:                                    | Torelli (Milano) |               |      |                                                                                |

| Arbitro: | Branzoni (Pavia) |

|                      |           |           |
| Enzo 47’ Cordova 61’ | Marcatori | 68’ Nimis |

| Arbitro: | Lo Bello (Siracusa) |

|  |           |           |
|  | Marcatori | 35’ Peirò |

#### Fase ad eliminazione diretta
| Arbitro: | Torelli (Milano) |

|  |           |          |
|  | Marcatori | 25’ Riva |

| Arbitro: | Giunti (Arezzo) |

|                     |           |  |
| Mancin 62’ Riva 84’ | Marcatori |  |

### Coppa delle Coppe
| Belfast 17 settembre 1969, ore 17:00 Sedicesimi di finale - Andata | Ards  | 0 – 0 referto | Roma | The Oval (circa 5.000 spett.)\| Arbitro: \| Shaut \| |
| Arbitro:                                                           | Shaut |               |      |                                                      |

| Arbitro: | Linemayr |

|                            |           |              |
| Salvori 20’, 56’ Peiró 54’ | Marcatori | 79’ Crothers |

| Arbitro: | Halles |

|                    |           |  |
| Capello 86’ (rig.) | Marcatori |  |

| Arbitro: | Emsberger |

|                            |           |  |
| van der Kuijlen 66’ (rig.) | Marcatori |  |

| Arbitro: | Eksztajn |

|                          |           |  |
| Landini 31’ Cappelli 76’ | Marcatori |  |

| Smirne 18 marzo 1970, ore 21:15 Quarti di finale - Ritorno | Göztepe    | 0 – 0 referto | Roma | İzmir Alsancak Stadium\| Arbitro: \| van Ravens \| |
| Arbitro:                                                   | van Ravens |               |      |                                                    |

| Arbitro: | Betchirov |

|             |           |           |
| Salvori 53’ | Marcatori | 28’ Banaś |

| Arbitro: | Ortiz de Mendíbil |

|                          |           |                                  |
| Lubański 90’ (rig.), 95’ | Marcatori | 11’ (rig.) Capello 119’ Scaratti |

| Arbitro: | Machin |

|              |           |                    |
| Lubański 42’ | Marcatori | 58’ (rig.) Capello |

### Coppa di Lega Italo-Inglese
| Arbitro: | Howley |

|                                |           |           |
| Enzo 43’ (rig.) Cappellini 66’ | Marcatori | 52’ Noble |

| Arbitro: | De Marchi |

|                                   |           |  |
| Horsfield 6’, 68’, 88’ Rogers 70’ | Marcatori |  |

### Coppa Anglo-Italiana
| Arbitro: | De Marchi |

|             |           |  |
| Hickton 60’ | Marcatori |  |

| Arbitro: | Toselli |

|                                              |           |  |
| Hope 61’ Brown 79’ Bet 85’ (aut.) Talbut 87’ | Marcatori |  |

| Arbitro: | Burns |

|           |           |             |
| Peirò 46’ | Marcatori | 75’ Downing |

| Arbitro: | Smith |

|           |           |             |
| Peirò 83’ | Marcatori | 49’ Suggett |

## Statistiche

### Statistiche di squadra
Di seguito le statistiche di squadra.
| Competizione                | Punti | In casa | In casa | In casa | In casa | In casa | In casa | In trasferta | In trasferta | In trasferta | In trasferta | In trasferta | In trasferta | Totale | Totale | Totale | Totale | Totale | Totale | DR  |
| Competizione                | Punti | G       | V       | N       | P       | Gf      | Gs      | G            | V            | N            | P            | Gf           | Gs           | G      | V      | N      | P      | Gf     | Gs     | DR  |
| --------------------------- | ----- | ------- | ------- | ------- | ------- | ------- | ------- | ------------ | ------------ | ------------ | ------------ | ------------ | ------------ | ------ | ------ | ------ | ------ | ------ | ------ | --- |
| Serie A                     | 28    | 15      | 6       | 5       | 4       | 16      | 16      | 15           | 2            | 7            | 6            | 11           | 20           | 30     | 8      | 12     | 10     | 27     | 36     | -9  |
| Coppa Italia                | -     | 2       | 1       | 0       | 1       | 2       | 2       | 3            | 1            | 1            | 1            | 2            | 2            | 5      | 2      | 1      | 2      | 4      | 4      | 0   |
| Coppa delle Coppe           |       | 4       | 3       | 1       | 0       | 7       | 2       | 5            | 0            | 4            | 1            | 3            | 4            | 9      | 3      | 5      | 1      | 10     | 6      | +4  |
| Coppa di Lega Italo-Inglese | -     | 1       | 1       | 0       | 0       | 2       | 1       | 1            | 0            | 0            | 1            | 0            | 4            | 2      | 1      | 0      | 1      | 2      | 5      | -3  |
| Coppa Anglo-Italiana        | 2     | 0       | 2       | 0       | 2       | 2       | 2       | 0            | 0            | 2            | 0            | 5            | 4            | 0      | 2      | 2      | 2      | 7      | -5     |     |
| Totale                      | -     | 24      | 11      | 8       | 5       | 29      | 23      | 26           | 3            | 12           | 11           | 16           | 35           | 50     | 14     | 20     | 16     | 45     | 58     | -13 |

### Andamento in campionato
| Giornata  | 1  | 2 | 3  | 4 | 5 | 6 | 7 | 8 | 9 | 10 | 11 | 12 | 13 | 14 | 15 | 16 | 17 | 18 | 19 | 20 | 21 | 22 | 23 | 24 | 25 | 26 | 27 | 28 | 29 | 30 |
| --------- | -- | - | -- | - | - | - | - | - | - | -- | -- | -- | -- | -- | -- | -- | -- | -- | -- | -- | -- | -- | -- | -- | -- | -- | -- | -- | -- | -- |
| Luogo     | T  | C | T  | C | T | T | C | T | C | C  | T  | T  | C  | C  | T  | C  | T  | C  | T  | C  | C  | T  | C  | T  | T  | C  | C  | T  | T  | C  |
| Risultato | P  | V | P  | V | N | V | V | P | N | N  | P  | N  | N  | P  | N  | V  | V  | N  | P  | V  | P  | N  | N  | P  | N  | V  | P  | N  | N  | P  |
| Posizione | 11 | 6 | 12 | 6 | 6 | 4 | 2 | 4 | 5 | 5  | 7  | 8  | 9  | 10 | 10 | 9  | 8  | 8  | 8  | 7  | 7  | 7  | 8  | 8  | 8  | 8  | 8  | 8  | 9  | 10 |

Legenda:

Luogo: C = Casa; T = Trasferta. Risultato: V = Vittoria; N = Pareggio; P = Sconfitta.

### Statistiche dei giocatori
Desunte dai tabellini del Corriere dello Sport, de La Stampa e de L'Unità.
| Giocatore        | Serie A  | Serie A | Coppa Italia | Coppa Italia | Coppa delle Coppe | Coppa delle Coppe | Coppa di Lega Italo-Inglese + Coppa Anglo-Italiana | Coppa di Lega Italo-Inglese + Coppa Anglo-Italiana | Totale   | Totale |
| Giocatore        | Presenze | Reti    | Presenze     | Reti         | Presenze          | Reti              | Presenze                                           | Reti                                               | Presenze | Reti   |
| ---------------- | -------- | ------- | ------------ | ------------ | ----------------- | ----------------- | -------------------------------------------------- | -------------------------------------------------- | -------- | ------ |
| V. Benítez       | 5        | 0       | 0            | 0            | 1                 | 0                 | 0+2                                                | 0                                                  | 8        | 0      |
| G. Bertini       | 6        | 0       | 1            | 0            | 1                 | 0                 | 0+4                                                | 0                                                  | 12       | 0      |
| L. Bertogna      | 0        | 0       | 0            | 0            | 1                 | 0                 | 0                                                  | 0                                                  | 1        | 0      |
| A. Bet           | 28       | 0       | 3            | 0            | 9                 | 0                 | 1+4                                                | 0                                                  | 45       | 0      |
| G. Braglia       | 7        | 1       | 0            | 0            | 6                 | 0                 | 1+2                                                | 0                                                  | 16       | 1      |
| F. Capello       | 26       | 4       | 5            | 0            | 8                 | 3                 | 2+4                                                | 0                                                  | 45       | 7      |
| F. Cappelli      | 25       | 1       | 5            | 0            | 6                 | 1                 | 1+1                                                | 0                                                  | 38       | 2      |
| R. Cappellini    | 26       | 4       | 4            | 0            | 8                 | 0                 | 1+1                                                | 1+0                                                | 40       | 5      |
| F. Carpenetti    | 0        | 0       | 1            | 0            | 1                 | 0                 | 2+0                                                | 0                                                  | 4        | 0      |
| A. Colafrancesco | 3        | 0       | 0            | 0            | 0                 | 0                 | 0                                                  | 0                                                  | 3        | 0      |
| F. Cordova       | 23       | 0       | 5            | 1            | 6                 | 0                 | 2+2                                                | 0                                                  | 38       | 1      |
| F. Enzo          | 1        | 0       | 2            | 1            | 1                 | 0                 | 2+0                                                | 1+0                                                | 6        | 2      |
| W. Franzot       | 8        | 1       | 1            | 0            | 3                 | 0                 | 0+4                                                | 0                                                  | 16       | 1      |
| A. Ginulfi       | 30       | -36     | 5            | -4           | 9                 | -6                | 2+2                                                | -5+-2                                              | 48       | -53    |
| G. La Rosa       | 3        | 0       | 0            | 0            | 2                 | 0                 | 0+3                                                | 0                                                  | 8        | 0      |
| L. Liguori       | 1        | 0       | 0            | 0            | 0                 | 0                 | 0+2                                                | 0                                                  | 3        | 0      |
| J. Peiró         | 24       | 5       | 4            | 0            | 9                 | 1                 | 2+2                                                | 0+2                                                | 41       | 8      |
| S. Petrelli      | 16       | 0       | 2            | 0            | 2                 | 0                 | 0+1                                                | 0                                                  | 21       | 0      |
| E. Salvori       | 27       | 2       | 5            | 0            | 7                 | 3                 | 2+3                                                | 0                                                  | 44       | 5      |
| S. Santarini     | 30       | 0       | 5            | 0            | 9                 | 0                 | 2+4                                                | 0                                                  | 50       | 0      |
| F. Scaratti      | 18       | 1       | 2            | 0            | 7                 | 1                 | 1+0                                                | 0                                                  | 28       | 2      |
| L. Spinosi       | 25       | 3       | 4            | 0            | 8                 | 0                 | 2+4                                                | 0                                                  | 43       | 3      |
| A. Zanier        | 0        | -0      | 0            | -0           | 0                 | -0                | 0                                                  | -0                                                 | 0        | -0     |
| F. Landini       | 24       | 2       | 5            | 0            | 8                 | 1                 | 1+4                                                | 0                                                  | 42       | 3      |
| G. De Min        | -        | -       | -            | -            | -                 | -                 | 0+2                                                | -5                                                 | 2        | -5     |

## Giovanili

### Piazzamenti
- Primavera:
  - Campionato Primavera: ?
  - Torneo di Viareggio: Ottavi di finale

### Videografia
- Manuela Romano (a cura di), La storia della A.S. Roma (10 DVD-Video), Corriere dello Sport, Rai Trade, 2006.